# مایکوفنولیک اسید
مایکوفنولیک اسید (انگلیسی: Mycophenolic acid) یا مایکوفنولات یک داروی سرکوب کننده ایمنی برای جلوگیری از رد پیوند اعضا است. آن آنزیم مورد نیاز برای رشد سلول‌های T و سلول‌های B را مهار می‌کند. در ابتدا به عنوان پیش‌دارو مایکوفنولات موفتیل (MMF) به منظور بهبود فراهمی زیستی خوراکی به بازار عرضه شد. اخیراً، نمک ان مایکوفنولات سدیم نیز معرفی شده‌است. مایکوفنولات موفتیل تحت نام تجاری Cellcept و سدیم مایکوفنوالت با عنوان Myfortic به بازار عرضه شده‌است.